# Reggiana Calcio Femminile
ASD Reggiana Calcio Femminile – włoski klub piłki nożnej kobiet, mający siedzibę w mieście Reggio nell’Emilia, na północy kraju.

## Historia
Chronologia nazw:
- 1976: Gruppo Sportivo Femminile Santa Croce
- 1982: A.C.F. Reggiana
- 1983: A.C.F. Borsettificio Katia Reggiana
- 1984: A.C.F. Reggiana
- 1985: S.C.F. Reggiana
- 1987: A.C.F. Reggiana Refrattari Zambelli
- 1997: A.C. Reggiana Femminile
- 2005: A.S.D. Reggiana Calcio Femminile

Klub piłkarski Gruppo Sportivo Femminile Santa Croce został założony w 1976 roku. W 1978 zespół debiutował w Serie C lombarda. W 1980 zdobył awans do Serie B. W 1982 został przemianowany na A.C.F. Reggiana. W sezonie 1985/86 zajął pierwsze miejsce w grupie B i awansował do Serie A. W 1987 klub uzyskał nowego sponsora i zmienił nazwę na A.C.F. Reggiana Refrattari Zambelli. W 1990 osiągnął pierwszy swój sukces, zdobywając tytuł mistrzowski, potem zwyciężył w 1991 i w 1993. W 1992 i 1993 zdobył Puchar kraju. Jednak po zdobyciu dubletu w sezonie 1993/94 zrezygnował z Serie A i rozpoczął rozgrywki w Serie C Emilia-Romagna. W 1997 wrócił do Serie B i przed startem nowego sezonu zmienił nazwę na A.C. Reggiana Femminile. W sezonie 2001/02 zespół zajął trzecie miejsce w grupie C Serie B, a potem w barażach zdobył promocję do Serie A2. W następnym sezonie uplasował się na drugiej pozycji i wrócił do najwyższej klasy. W 2005 przyjął obecną nazwę A.S.D. Reggiana Calcio Femminile. W 2010 po raz trzeci zdobył Puchar Włoch, ale potem nastąpił gorszy okres. Po sezonie 2010/11, w którym zajął środkowe 10.miejsce klub znów zrezygnował z udziału gry o mistrzostwo kraju i kontynuował występy w Serie C Emilia-Romagna. W 2014 wrócił do Serie B.

## Sukcesy

### Trofea międzynarodowe
Nie uczestniczył w rozgrywkach europejskich (stan na 01-01-2017).

### Trofea krajowe
- Serie A (I poziom):
  - mistrz (3): 1989/90, 1990/91, 1992/93
  - wicemistrz (1): 1988/89

- Serie B/A2 (II poziom):
  - mistrz (1): 1985/86 (grupa B)
  - wicemistrz (1): 2002/03
  - 3.miejsce (4): 1982 (grupa B), 1983 (grupa B), 1984 (grupa B), 2001/02 (grupa C)

- Puchar Włoch:
  - zdobywca (3): 1991/92, 1992/93, 2009/10
  - finalista (1): 1988/89

- Superpuchar Włoch:
  - finalista (1): 2011/12

- Serie C - Emilia-Romagna (III poziom):
  - mistrz (1): 2013/14
  - wicemistrz (1): 1996/97

- Coppa Italia Regionale:
  - zdobywca (1): 2013/14

## Stadion
Klub rozgrywa swoje mecze domowe na stadionie Mirabello w Reggio nell’Emilia, który może pomieścić 8500 widzów.